# Mándi Imre

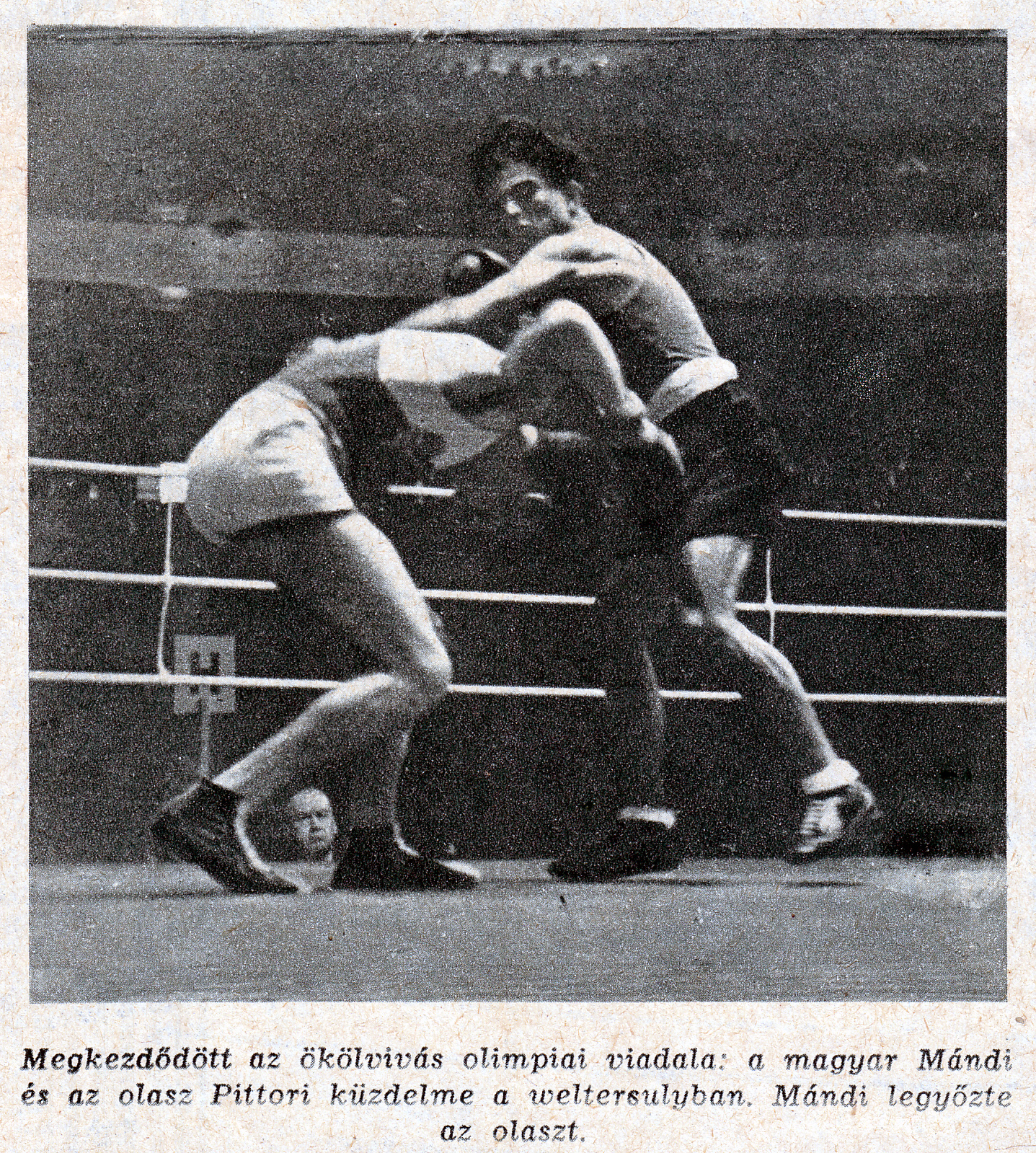
Mándi Imre a berlini olimpián

Mándi Imre (Dombóvár, 1916. november 22. - Németország?, 1945) ökölvívó.

## Pályafutása
1932-ben tűnt fel, amikor a Dombóvári VOGE színeiben a Budapest Legjobb Vasutas Ökölvívója címéért kiírt versenyen ifjúsági bajnok lett.
1933-ban az országos Ifjúsági Bajnokságon 2. helyezést ért el, a Budapest bajnokságon pedig első lett. 1935-ben váltósúlyban Magyarország Ökölvívó bajnoka lett a Dombóvári VOGE színeiben.
A következő évben az FTC-hez igazolt át, nevét Mándira magyarosította. 1937-ben, 1938-ban, 1939-ben  és 1940-ben az FTC színeiben lett egyéni bajnok.
1936-ban a Berlini Olimpiai Játékokon 5. helyezést ért el, a későbbi győztes finn Sten Suvio-tól szenvedett vereséget.
1937-ben  a Milánóban megrendezett Európa-bajnokságon második lett a német Murach mögött.
Az Európa-bajnokság alatt kedvező ajánlattal keresték meg, melyet elfogadott és az Amerikai Egyesült Államokba utazott. Az USA-ban öt hónap alatt hat alkalommal lépett szorítóba és csupán egy vereséget szenvedett. Nem érezte jól magát idegenben és az 50 000 dolláros ajánlat ellenére hazatért.
Öt egyéni bajnoki címe mellett csapatban 49-szer vehette magára a címeres mezt.
1944-ben behívták munkaszolgálatra, ahol német fegyver által hősi halált halt.
Tiszteletére évente megrendezik Dombóváron a Mándi Imre Ökölvívó Emlékversenyt.

## Sporteredményei
- olimpiai 5. helyezett (váltósúly: 1936)
- Európa-bajnoki 2. helyezett (váltósúly: 1937)
- ötszörös magyar bajnok
- 49-szeres válogatott

## Források

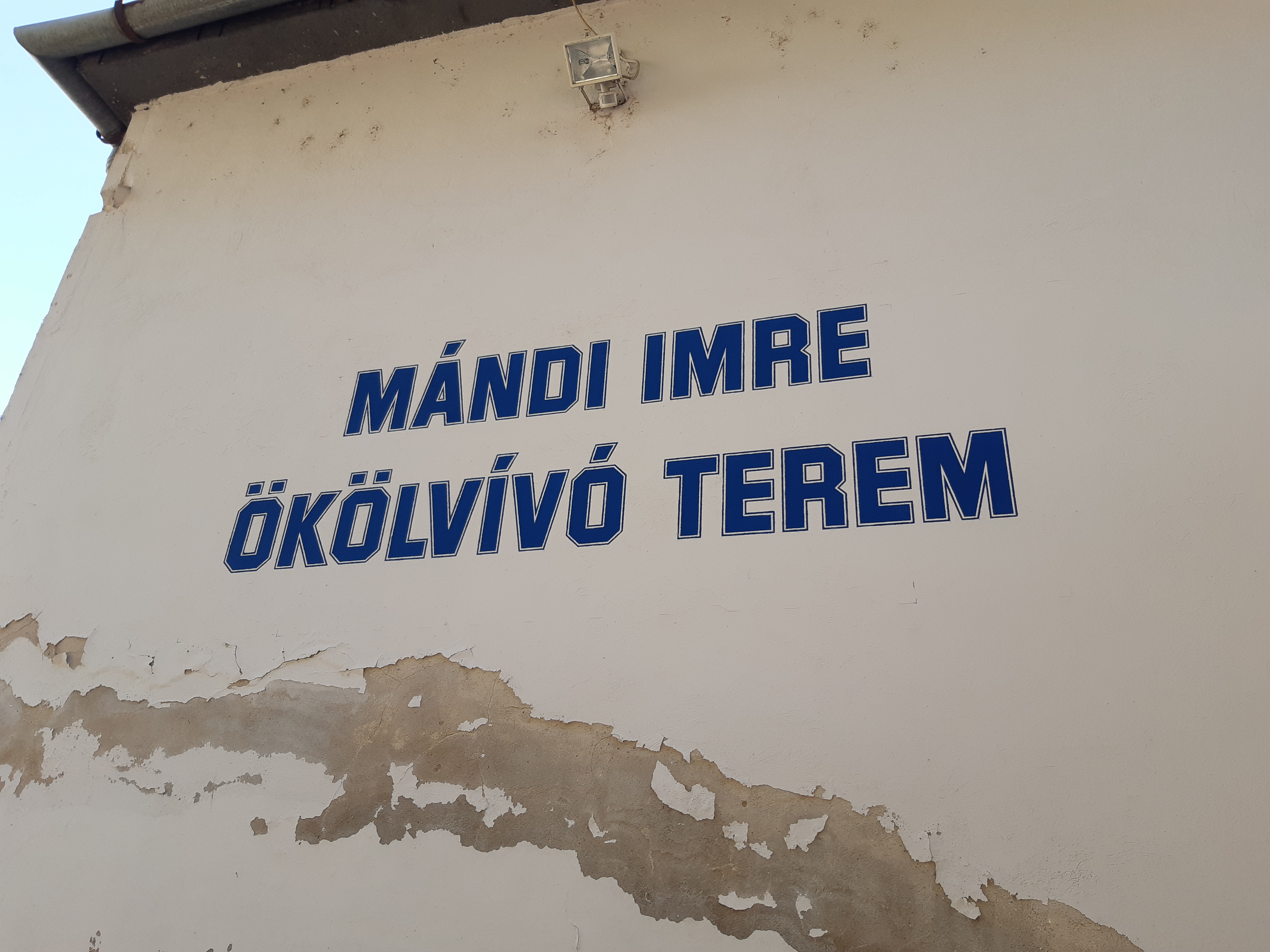
Dombóvár - JAM csarnok